# Julia (Sergio Bonelli Editore)
Júlia Kendall, As aventuras de uma criminóloga é um fumetti, revista em quadrinhos italiana do gênero policial publicada na Itália pela Sergio Bonelli Editore e no Brasil pela Editora Mythos.
Júlia é uma criminóloga que mora em Garden City e que ajuda a polícia de Nova Iorque a solucionar crimes na cidade e arredores. A personagem é uma criação do italiano Giancarlo Berardi, roteirista que já havia criado Ken Parker outro título da Bonelli.
A personagem é inspirada fisicamente na atriz Audrey Hepburn, já a empregada e amiga Emily Jones é inspirada na atriz Whoopi Goldberg

## Publicações no Brasil
Publicada no Brasil pela primeira vez pela Mythos Editora em Novembro de 2004, o título foi publicado inicialmente com o título Julia, entretanto após quatro edições, a editora Nova Cultural alegou que a Mythos não poderia publicar a revista com esse nome pois este é utilizado pela Nova Cultural em coleção de romances de bolso, com isso a partir da quinta edição, passou a ser publicada como J. Kendall: Aventuras de uma criminóloga.
Em Julho de 2010, foi anunciado pela Mythos que o título seria cancelado na edição 71 pelo baixo número nas vendas, porém, em setembro do mesmo ano, o título ganhou um Troféu HQ Mix na categoria Publicação de Aventura/Terror/Ficção após uma campanha na internet. Assim, o título conseguiu aumentar as vendas, entretanto para o editor da revista, Dorival Vitor Lopes, os números ainda eram baixos e isso garantiria mais 2 edições. Em dezembro a Mythos prometera mais seis edições em 2011.

Com o baixo número nas vendas ou não, a Mythos decidiu continuar com as publicações, sendo lançada a cada dois meses, um novo número contendo duas histórias. 